# Martin Davis

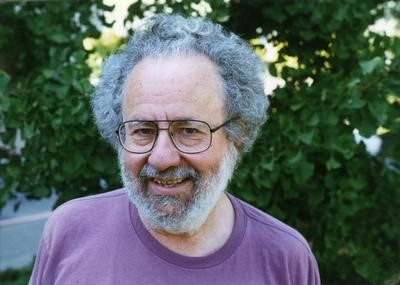
Martin Davis, vor 2010

Martin Davis (* 8. März 1928 in New York City; † 1. Januar 2023) war ein US-amerikanischer Logiker und theoretischer Informatiker.

## Leben
Davis wurde 1928 als Kind polnischer Immigranten in der Bronx (New York City) geboren.
Er studierte zunächst Mathematik am City College of New York. Während dieser Zeit wurde seine Entwicklung
stark durch Emil Leon Post beeinflusst. 1950 promovierte er bei Alonzo Church an der Princeton University. Anschließend war er ein Jahr an der University of Illinois at Urbana-Champaign als Research Instructor tätig. Danach arbeitete er als Programmierer des 1951 fertiggestellten Rechners ORDVAC der University of Illinois. Während dieser Zeit schrieb er die erste Version seines 1958 erschienenen Buches Computability and Unsolvability, das zu den Klassikern der theoretischen Informatik gehört.
Von 1952 bis 1954 war er Gast am Institute for Advanced Study in Princeton. Nach verschiedenen Tätigkeiten, unter anderem an der University of California, Davis, den Bell Telephone Laboratories und für die RAND Corporation, ging er 1965 als Professor an die New York University. Ab 1969 baute er dort das Department of Computer Science auf. Nach 31-jähriger Tätigkeit an der Universität wechselte er 1996 in den Ruhestand, den er zusammen mit seiner Ehefrau Virginia in Berkeley verlebte.
Martin Davis starb am 1. Januar 2023.

## Leistungen
Bekannt wurde Martin Davis vor allem durch die 1961 gemeinsam mit Hilary Putnam und Julia Robinson veröffentlichte Arbeit The decision problem for exponential Diophantine equations, welche die Grundlagen zur Lösung von David Hilberts zehntem Problem durch Juri Matijassewitsch lieferte. Bedeutend sind auch das Davis-Putnam-Verfahren und der Davis-Putnam-Logemann-Loveland-Algorithmus (DPLL).

## Ehrungen
Martin Davis erhielt 1974 den Lester Randolph Ford Award und 1975 den Chauvenet-Preis der
Mathematical Association of America. Die American Mathematical Society hat ihn 1975 mit dem Leroy P. Steele Prize geehrt. 2005 wurde er mit dem Herbrand Award ausgezeichnet. 1962 hielt er einen Vortrag auf dem Internationalen Mathematikerkongress in Stockholm (Quantification theory as a free variable calculus). Er war Fellow der American Mathematical Society.

## Publikationen
- Computability, Complexity, and Languages: Fundamentals of Theoretical Computer Science. 2. Auflage. Academic Pr Inc, 1994, ISBN 0-12-206382-1 (englisch).
- Solvability, Provability, Definability: The Collected Works of Emil L. Post (Contemporary Neuroscientists). Birkhäuser, Boston 1993, ISBN 0-8176-3579-3 (englisch).
- Engines of Logic: Mathematicians & the Origin of the Computer: Mathematicians and the Origin of the Computer. Reprint Auflage. W W Norton & Co, 2001, ISBN 0-393-32229-7 (englisch).
- Arithmetical Problems and Recursively Enumerable Predicates. In: The Journal of Symbolic Logic. Reprint Auflage. Vol. 18, No. 1. W W Norton & Co, März 1953, S. 33–41 (englisch).
- The decision problem for exponential diophantine equations. In: Ann. of Math. Vol. 2, No. 74, 1961, ISSN 0003-486X, S. 425–436 (englisch).